# Búgor
Búgor (en rus: Бугор) és un poble (un possiólok) de l'óblast d'Astracan, a Rússia, segons el cens del 2010 tenia 303 habitants.